# Frédéric Trément
Frédéric Trément, né le 18 février 1966 dans le 16e arrondissement de Paris, est un historien et archéologue français, spécialiste d'archéologie rurale, d'archéologie spatiale et d'archéologie du paysage. Professeur d'Antiquités nationales à l'Université Blaise Pascal puis à l'Université Clermont Auvergne, il a reçu la médaille de bronze du CNRS en 2005. Il est spécialiste des Arvernes.

## Biographie
Après des classes préparatoires littéraires au lycée Henri-IV, Frédéric Trément entame des études d'histoire et d'archéologie à l'Université de Provence où il obtient maîtrise et DEA. Sous la direction de Philippe Leveau, il y entame son doctorat portant sur les étangs de Saint-Blaise (Histoire de l’occupation du sol et évolution des paysages dans le secteur des étangs de Saint-Blaise (Bouches-du-Rhône). Essai d’archéologie du paysage) qui est soutenu en octobre 1994. Il entame un post-doctorat dans le cadre du programme européen de recherche Populus qui permet à des étudiants européens de passer plusieurs mois au sein d'unités de recherche étrangères. Il est ainsi passé par les universités de Pise et de Leicester.
Élu maître de conférences à l'Université Blaise Pascal en 1996, Frédéric Trément a soutenu en 2004, toujours la direction de Philippe Leveau, une habilitation à diriger des recherches (HDR) inédite à l'Université de Provence (De la Gaule méditerranéenne à la Gaule centrale : Paysages et peuplements à l’âge du Fer et à l’époque romaine. Archéologie et paléoenvironnement des campagnes de Provence et d’Auvergne). Il est devenu professeur d'Antiquités nationales en 2006.
Frédéric Trément est chercheur rattaché au Centre de Recherches sur les Civilisations antiques de l'Université Blaise Pascal puis du Centre d’Histoire Espaces et Cultures de la même université depuis 2005,. Il a obtenu une délégation au CNRS entre 2002 et 2004.

## Travaux
Frédéric Trément est un spécialiste de l'archéologie spatiale, de l'occupation du sol et des territoires ainsi que d'archéologie rurale. Ses thématiques de recherche sont l'étude du peuplement, du paléoenvironnement, des formes de l'habitat rural gallo-romain, la culture matérielle et les échanges ainsi que les productions agricoles et artisanales.
Il a dirigé les fouilles réalisées au col de Ceyssat sur une agglomération antique entre 2000 et 2003. L'essentiel de ses recherches sur le terrain passe par la mise en œuvre des méthodes de prospection, et tout particulièrement de prospections au sol en Limagne. Ses travaux font appel à des études paléoenvironnementales diachroniques et microrégionales notamment conduites dans le cadre de la direction de travaux universitaires. Il coordonne notamment les programmes de recherche DYSPATER (Dynamiques spatiales du développement des territoires dans le Massif Central de l’Age du Fer à nos jours) et MINEDOR (Caractérisation archéologique et paléoenvironnementale des mines d’or arvernes de Haute-Combraille) qui portent sur le territoire des Arvernes.
Ses travaux reconnus au plan international ont été récompensés par la médaille de bronze du CNRS 2005. Il est membre du comité éditorial de la revue Gallia. Il a également été président de l'Association d’études du monde rural gallo-romain (AGER) entre 2004 et 2014.

## Publications
Liste non exhaustive.
- Frédéric Trément (dir.), Produire, Transformer et stocker dans les campagnes des Gaules romaines. Problèmes d’interprétation fonctionnelle et économique des bâtiments d’exploitation et des structures de production agro-pastorale, Bordeaux, Aquitania, coll. « Suppléments » (no 38), 2017, 824 p. (ISBN 978-2-910763-00-8)
- Frédéric Trément (dir.), Les Arvernes et leurs voisins du Massif Central à l'époque romaine : une archéologie du développement des territoires, vol. 600-601 ; 606-607, t. 125 ; 127, Clermont-Ferrand, Alliance Universitaire d'Auvergne, coll. « Revue d'Auvergne », 2011 ; 2013, 512+465 (ISSN 1269-8946)
- Frédéric Trément, Archéologie d'un paysage : les étangs de Saint-Blaise, Bouches-du-Rhône, Paris, Éditions de la Maison des sciences de l'homme, coll. « Documents d'archéologie française », 1999, 314 p. (ISBN 978-2-7351-0797-1, lire en ligne)
- Fabienne Gateau (dir.), Frédéric Trément et Florence Verdin, Carte archéologique de la Gaule, vol. 13, t. 1 : L'Étang-de-Berre, Paris, Académie des inscriptions et belles-lettres, 1996, 379 p. (ISBN 978-2-87754-041-4, lire en ligne)
- Frédéric Trément, « Romanisation et dynamiques territoriales en Gaule centrale : le cas de la cité des Arvernes (IIe s. av. J.-C. – IIe s. ap. J.-C.) », dans Jean-Luc Fiches, Rosa Plana-Mallart & Victor Revilla Calvo, Paysages ruraux et territoires dans les cités de l'Occident romain : Gallia et Hispania, Montpellier, Presses universitaires de la Méditerranée, coll. « Mondes anciens », 2013, 396 p. (ISBN 978-2-84269-968-0), p. 27-47
- Frédéric Trément, Jean-Pierre Chambon, Vincent Guichard et David Lallemand, « Le territoire des Arvernes : limites de cité, tropismes et centralité », dans Christine Mennessier-Jouannet et Yann Deberge, L'archéologie de l'âge du fer en Auvergne : actes du XXVIIe Colloque international de l'Association française pour l'étude de l'âge du fer, Clermont-Ferrand, 29 mai-1er juin 2003, Lattes, Association pour le développement de l'archéologie en Languedoc-Rousillon, coll. « Monographies d'archéologie méditerranéenne », 2007, 432 p. (ISBN 978-2-912369-13-0, lire en ligne), p. 99-110
- Frédéric Trément, « Panorama des campagnes arvernes à l’époque romaine », dans Alain Bouet et Florence Verdin, Territoires et paysages de l'Âge du Fer au Moyen-Âge : mélanges offerts à Philippe Leveau, Bordeaux, Ausonius, coll. « Mémoires » (no 16), 2005, 318 p. (ISBN 2-910023-65-6, lire en ligne), p. 111-126
- Frédéric Trément (dir.), « Un ancien lac au pied de l’oppidum de Gergovie (Puy-de-Dôme) : interactions sociétés-milieux dans le bassin de Sarliève à l’Holocène », Gallia, vol. 64, no 1,‎ 2007, p. 289-351 (ISSN 2109-9588, lire en ligne, consulté le 20 décembre 2016)

## Distinctions
- Médaille de bronze du CNRS (2005)[5],[10]